# Katipugal
Katipugal is een bestuurslaag in het regentschap Pacitan van de provincie Oost-Java, Indonesië. Katipugal telt 1818 inwoners (volkstelling 2010).